# Bredia biglandularis
Bredia biglandularis är en tvåhjärtbladig växtart som beskrevs av Chieh Chen. Bredia biglandularis ingår i släktet Bredia och familjen Melastomataceae. Inga underarter finns listade i Catalogue of Life.